# Vânia Ishii
Vânia Yukie Ishii (São Paulo, 19 de agosto de 1973) é uma judoca brasileira. De ascendência japonesa, representou o Brasil nos Jogos Olímpicos de Sydney 2000 e Atenas 2004.
Participou do clube Pinheiros.

## Biografia
Vânia começou a aprender judô aos quatro anos de idade, ensinada pelo seu pai, que é o primeiro brasileiro a conquistar uma medalha olímpica no judô, Chiaki Ishii, recebedor de uma medalha de bronze nos Jogos Olímpicos de Verão de 1972. Suas irmãs Luiza e Tânia Ishii também são judocas.

### 1994-1999
Ganhou os campeonatos sul-americano de 1994, 1995, 1997, 1998 e 1999, se tornando pentacampeã.
Nos Jogos Pan-Americanos de 1995, disputou na modalidade até 66kg, e conquistou a medalha de bronze.
Nas seletivas para os Jogos Olímpicos de Verão de 1996, em Atlanta, Estados Unidos, sofreu uma lesão, e não conseguiu se classificar.
Nos jogos sul-americanos de Cuenca, em 1998, ganhou medalha de ouro.
Participou dos Jogos Pan-americanos de 1999 em Winnipeg, e ganhou medalha de ouro, sua maior conquista.

### 2000-2004
Estreeou nas olimpíadas nos Jogos Olímpicos de Verão de 2000, em Sydney, Austrália. Nesta competição, ficou em sétimo lugar.
Em 2002, sofreu uma lombalgia, que a afastou dos tatames por algum tempo para tratamento.
Participou dos Jogos Pan-americanos de 2003, em Santo Domingo, na República Dominicana, e ganhou medalha de prata.
No mesmo ano, participou do Mundial de Osaka, mas perdeu a disputa de terceiro lugar, saindo da competição sem receber medalha.
Lutou também no Campeonato Pan-Americano-2003, onde recebeu medalha de bronze.
Em sua chegada aos Jogos Olímpicos de Verão de 2004, realizado em Atenas, Grécia, foi a judoca mais celebrada dentro da delegação brasileira. No entanto, foi derrotada em sua primeira luta, perdendo para a belga Gella Vandecaveye na luta mais rápida envolvendo um brasileiro na competição, durando apenas 45 segundos.

### 2022
É professora de judô e participa do comando técnico do Centro de Excelência Esportiva de São Bernardo do Campo.

## Homenagens
Em 2003, recebeu a Medalha do Mérito Esportivo do Governo do Estado de São Paulo, pela sua participação nos jogos pan-americanos.

## Vida pessoal
Vânia namorou o também judoca Alexandre Lee.